# Lysionotus pubescens
Lysionotus pubescens är en tvåhjärtbladig växtart som beskrevs av Charles Baron Clarke. Lysionotus pubescens ingår i släktet Lysionotus och familjen Gesneriaceae. Inga underarter finns listade i Catalogue of Life.